# Diplodus argenteus argenteus
El sargo plateado de América del Sur (Diplodus argenteus argenteus) es un pez marino de la familia de los espáridos, común en el oeste del océano Atlántico. Tiene variedad de nombres vernáculos, según el país, algunos de los más comunes son: sargo plateado (en América del Norte), sargo (en América del Sur, por su gran parecido con el sargo de Europa y África), san pedra o san pedro, etcétera.

## Morfología
Tienen una docena de espinas en la aleta dorsal y tres espinas en la aleta anal.
Mancha grande y negra, con forma de silla de montar en la parte superior del pedúnculo de la aleta caudal. Color plateado, con unas nueve barras oscuras visibles en los dos tercios superiores del cuerpo.
El peso máximo descrito en una captura en Uruguay fue de 2,5 kg.

## Hábitat y biología
Distribuida por el oeste del océano Atlántico, desde el sur de Florida (EE. UU.), Bahamas, Antillas y costa de Sudamérica, desde Brasil a Argentina.
Vive en aguas sin turbulencias en costa rocosa, raro en áreas de oleaje. Los juveniles se les encuentra frecuentemente en charcos litorales entre las rocas, mientras que los individuos de más de 10 cm a menudo viven en fondos de arena o en praderas de Thalassia.
Carnívoros, se alimentan preferentemente de moluscos de concha dura.

## Pesca y gastronomía
Especie de escaso valor comercial pero buscada en pesca deportiva. Alto precio en el mercado.